# Miura 5
Miura 5是西班牙 PLD 空间公司目前正在开发的一种二级可回收运载火箭。Miura 5将有24.9米长，能够将900公斤的有效载荷插入低地球轨道（LEO），其特点是有一个可选的上面级，可以使卫星的轨道环形化。火箭每一级都计划采用液体推进。该运载火箭之前被称为阿利昂2号，但在2018年PLD 空间公司重新修改了它的名称。  